# Lashio
Lashio (birman : လားရှိုး ; chinois simplifié : 臘戌 ; pinyin : Làxū) est la plus grande ville du Nord de l'État Shan, en Birmanie. Elle est située à une altitude de 836 mètres, sur un éperon surplombant la vallée de la Nam Yao.
En 1960, Lashio comptait environ 5 000 habitants et 131 000 en 2009. Sa population est constituée principalement de Birmans, de Shans et de Sino-Birmans.

## Climat

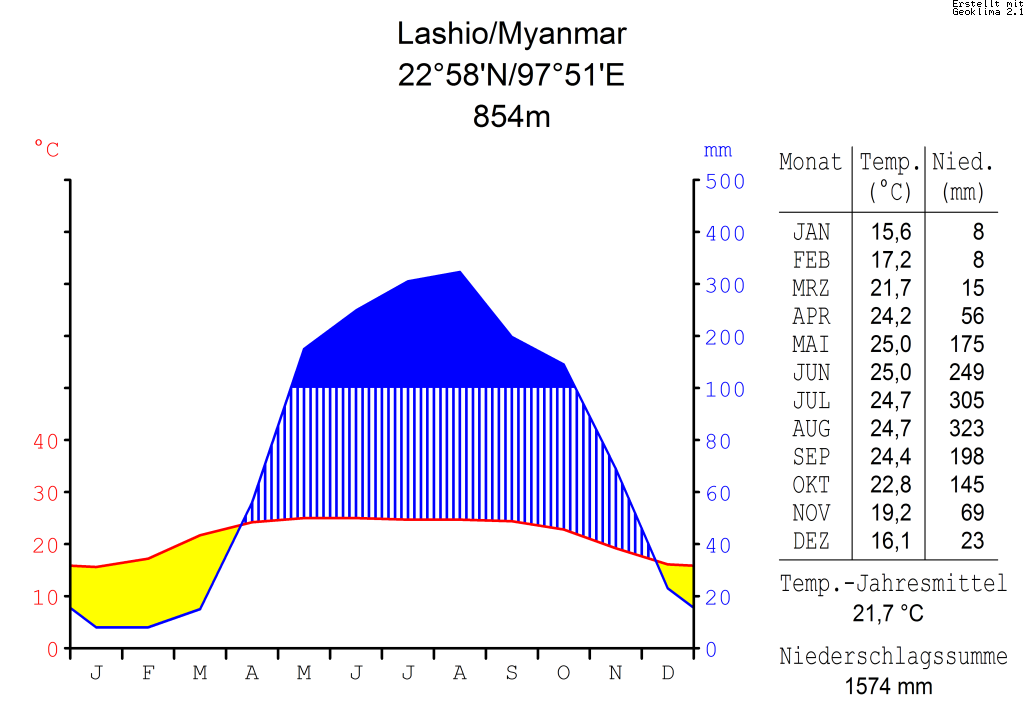
Diagramme climatique (2006).

Les précipitations annuelles atteignent 1 574 mm, la température moyenne maximale est  25 °C et la minimale 15,6 °C.

## Histoire

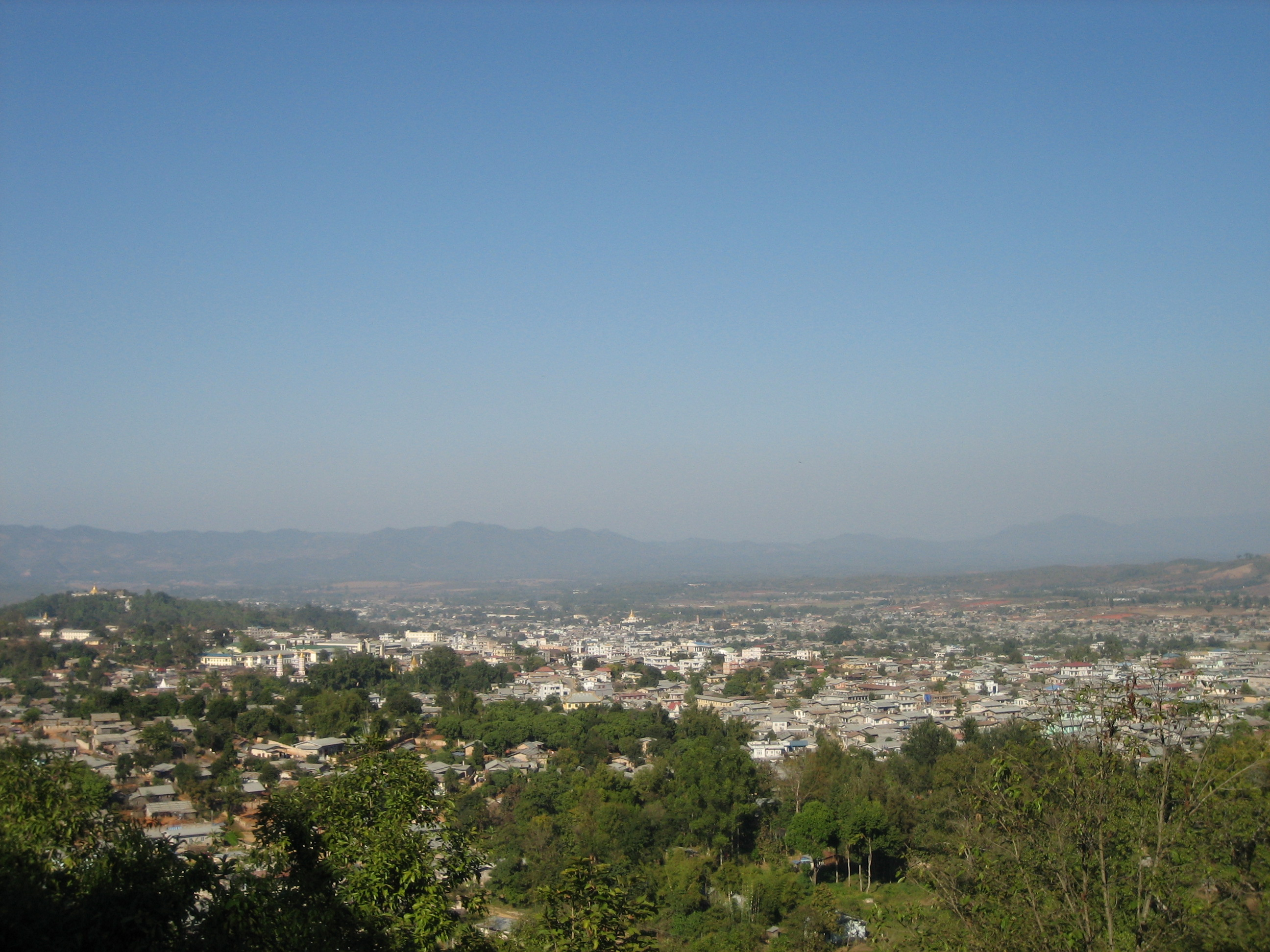
Vue de Lashio en 2006.

Lashio était la capitale politique des États Shans du Nord, mais les Birmans possédaient un poste à proximité, près de la Nam Yao, dans une ancienne place forte chinoise. Une dizaine d'années avant le protectorat britannique, le saopha (prince héréditaire Shan) de Hsenwi se révolta contre eux, et la région fut complètement dépeuplée et ruinée.
L'administration britannique commença en 1887. En 1900, Lashio se composait d'une ville européenne, avec un tribunal, le quartier général du bataillon de police militaire et des logements, et d'une ville indigène, divisée en quartiers selon les ethnies, Shans, Birmans, Hindous et Musulmans, avec des zones réservées aux fonctionnaires et à la résidence des cinq saophas des États Shans du Nord, ainsi qu'un bazar. La ligne de chemin de fer de Mandalay (178 km) atteignit la ville en 1903.
La ville est occupée le 29 avril 1942 par l'empire du Japon et libérée par les forces alliées le 7 mars 1945.
Le 25 juin 2024, lors de la guerre civile birmane, l’Armée nationale de libération Ta’ang (TNLA) et la Myanmar National Democratic Alliance Army (MNDAA) lancent une offensive pour prendre la ville de Lashio, siège du commandement Nord-Est de la junte. Les combattants de la TNLA y capturent la base d'un bataillon militaire, avant d'être repoussés par des frappes aériennes de la junte. Le 10 juillet, alors que les combats de poursuivent autour de Lashio, l'Armée de libération nationale des Ta'ang s'empare de Nawnghkio (en) dans le nord du pays. Ce point stratégique est situé le long de l'autoroute reliant Mandalay, la deuxième ville de Birmanie, à la province chinoise du Yunnan, permettant à la rébellion de couper une ligne cruciale d'approvisionnement pour la junte.
Le 5 août 2024, le Conseil administratif d'État reconnaît officiellement son retrait de la ville tombé aux mains des mouvements rebelles. Des responsables militaires sont faits prisonniers après l'Opération 1027.
La ville abrite l’un des quatorze commandements militaires régionaux de Birmanie. C’est le premier à tomber aux mains de la résistance. Les combats ont été meurtriers : une vidéo prise par les Kokang montre l’entrée de leurs troupes dans le QG de l’armée, où des cadavres jonchent les allées. L’hôpital militaire aurait également subi une attaque : le média indépendant DVB fait état de vingt morts parmi les civils et neuf parmi le personnel médical, qui n’aurait pas pu évacuer. Trois généraux, dont le major général qui commandait la base, ont été capturés, de même que possiblement 4 000 soldats et leurs familles, tandis que de grandes quantités d’armement ont été saisies.
Aujourd'hui, Lashio tient un rôle important dans le commerce transfrontalier avec la Chine, car elle est située sur la route entre Mandalay et la ville frontalière de Muse.

## Culture et tourisme
Il existe plusieurs sites bouddhiques, dont la pagode Sasana (Pyilon Chanta) et la pagode Mansu, ainsi qu'un spa à Yepusan, à 8 km du centre.
Un fameux chanteur birman, Lashio Thein Aung, a pris le nom de la ville.

## Cultes
La ville est le siège du diocèse de Lashio.